# فرودگاه ویویان
فرودگاه ویویان  (به انگلیسی: Vivian Airport) (به زبان بومی: Vivian Municipal Airport) یک فرودگاه همگانی باربری  است که یک باند فرود آسفالت دارد و طول باند آن ۹۱۴ متر است. این فرودگاه در  کشور ایالات متحده آمریکا قرار دارد و در ارتفاع ۷۹ متری از سطح دریا واقع شده است.